# Yannick Revuz
Yannick Revuz (* 24. Februar 1970) ist ein ehemaliger französischer Skispringer und heutiger Skisprungtrainer.

## Werdegang
Revuz sprang erstmals am 16. Dezember 1989 im Skisprung-Weltcup. Er beendete das Springen auf der Normalschanze in Sapporo auf dem 42. Platz. In den Jahren bis 1992 konnte er keinerlei Erfolge erzielen und startete so ab 1992 im Continental Cup (COC). Jedoch blieben auch dort große Erfolge aus. Zwischenzeitlich wurde er mehrmals zu Weltcup-Springen nominiert und konnte am 10. Dezember 1994 auf der Normalschanze in Planica mit einem 15. Platz seine ersten Weltcup-Punkte gewinnen. Auch in Innsbruck gelang ihm mit Platz 24 ein Punktegewinn. Am Ende der Weltcup-Saison 1994/95 stand er auf dem 70. Platz in der Gesamtwertung. Am 17. Dezember 1995 bestritt Revuz in Chamonix sein letztes Weltcup-Springen und beendete dies noch einmal mit Platz 20. Im Continental Cup erreichte er in der Saison 1995/96 mit Platz 13 seine beste Platzierung in der COC-Gesamtwertung. Nachdem er in der Saison 1996/97 keine Erfolge mehr erzielen konnte, beendete er nach der Saison seine aktive Skisprungkarriere.
Nach seiner aktiven Karriere war Revuz bis zur Saison 2003/04 Co-Trainer der französischen Skisprungnationalmannschaft. Heute ist er als Skilehrer in Frankreich tätig.

## Erfolge

### Europacup-Siege im Einzel
| Nr. | Datum         | Ort    | Typ           |
| --- | ------------- | ------ | ------------- |
| 1.  | 29. März 1992 | Sprova | Normalschanze |

## Statistik

### Weltcup-Platzierungen
| Saison  | Platz | Punkte |
| ------- | ----- | ------ |
| 1994/95 | 70.   | 23     |
| 1995/96 | 79.   | 11     |